# Diego Flores (athlétisme)
Pour le joueur d'échecs argentin, voir Diego Flores (joueur d'échecs).
Diego Flores Hinojosa (né le 23 mars 1987 à Guadalajara) est un athlète mexicain, spécialiste de la marche.
Il remporte la Coupe panaméricaine de marche en 2013 sur 20 km. Sur cette distance, son meilleur temps est de 1 h 21 min 56 s, obtenu à Rio Maior le 6 avril 2013 lors du Challenge mondial de marche.